# Ben Arím Torony
A Ben Arím Torony (héberül: מגדל בן ערים, migdál ben arím, torony városok között) egy tervezett 400 méter (1300 ft) magas felhőkarcoló, amely a Bursza (Izraeli gyémánttőzsde) által körülhatárolt területen épül Tel-Avivban, a Menachem Begin úton. Megépítése után ez lesz Izrael legmagasabb épülete, ezt követi Tel-Aviv 238 méter (781 ft) magas Azrieli Sarona tornya. Az épület várhatóan 2023-ban készül el.

## Tervezés
A tornyot a Savidor pályaudvar és a Red Line kisvasút közelében építik fel a Tel Aviv önkormányzata tulajdonában lévő ingatlanon, amelyet jelenleg parkolóként használnak.
A Tel-Aviv-i területi tervezési és építési bizottsága 2014 júniusában kezdett vitát a toronyról, a tel-avivi önkormányzat kezdeményezéseként. A bizottság jóváhagyta a városi mérnök javaslatát a torony magasságának megemelésére, a meglévő 75 emeletes toronytervet emeletekkel bővítve egy 100 emeletes toronnyá, és lehetővé téve, hogy 166 500 négyzetméteren terüljön el a talajon. A terv a közterület megduplázására is módosult, az építési terület növelése nélkül, válaszul a környék lakóinak kifogásaira. A végleges tervet 2018 júniusában hagyták jóvá, így Izrael történetében ez volt az első alkalom, hogy a Pénzügyminisztérium kerületi bizottsága jóváhagyja egy 100 emeletes épület felépítését.
A tornyot Amnon Schwartz és Guy Miloslavsky, a Miloslavsky Architects építészei tervezték. 120 000 négyzetméteres területen találhatók benne üzleti és kereskedelmi irodák, egy szálloda a legfelső 15 emeleten, és 10 000 négyzetméternyi nyilvános terek. A város lakóterületeitől való távolsága miatt nem lesznek benne lakások. A torony mellett két hatemeletes középület is épül a közelben.

## Lásd még
- Felhőkarcolók listája Izraelben
- A világ legmagasabb épületeinek listája
- Építészet Izraelben